# Occupation américaine du Nicaragua
Batailles
m
Guerre des Bananes :
- Cuba (1898–1922)

- Campagne de Cuba
- Deuxième occupation de Cuba (en)
- Rébellion noire (en)
- Troisième occupation de Cuba (en)

- Porto Rico (1898)

- Campagne de Porto Rico (en)

- Honduras (1903–1925)

- Occupation américaine du Honduras

- Nicaragua (1912–1933)

Occupation américaine du Nicaragua
- (Granada (en)
- Coyotepe Hill (en)
- La Paz Centro (en)
- Ocotal (en)
- San Fernando (en)
- Santa Clara (en)
- Talpaneca (en)
- Las Cruces (1re) (en)
- Las Cruces (2e) (en)
- Quilali (en)
- La Flor (en)
- Achuapa (en)
- Agua Carta (en)
- El Sauce (en))

- Mexique (1914)

- Occupation américaine de Veracruz

- Haïti (1915–1934)

Occupation d'Haïti par les États-Unis
- (Fort Dipitie (en)
- Fort Rivière (en)
- Port au Prince (1re) (en)
- Port au Prince (2e) (en))

- République dominicaine (1916–1924)

Première occupation de la République dominicaine par les États-Unis
- (Crise de Saint-Domingue
- Bataille de Las Trencheras
- Bataille de Guayacanas (en)
- Bataille de San Francisco de Macoris (en))

L’occupation américaine du Nicaragua est une opération militaire menée dans le cadre de la guerre des Bananes qui a débuté le 4 août 1912. L'intervention militaire américaine au Nicaragua a initialement pour but d'empêcher toute autre nation, à l'exception des États-Unis de participer à la construction du canal du Nicaragua.
Le traité Bryan-Chamorro signé à la suite de l’intervention américaine impose de facto un protectorat américain au Nicaragua. Mais avec le début de la Grande Dépression et la guérilla nicaraguayenne menée par Augusto Sandino contre les troupes américaines le gouvernement des États-Unis décide de retirer ses troupes le 2 janvier 1933.